# 三棱栎属
三棱栎属（学名：Trigonobalanus）是壳斗科下的一个属。该属共有2种，分布于泰国北部、马来半岛及加里曼丹。